# Бажанов, Алексей Михайлович (агроном)
Алексей Михайлович Бажанов  (1820—1889) — русский агроном
 и зоотехник, профессор агрономии в Горыгорецком земледельческом институте и зоотехники в Лесном институте. Действительный статский советник.

## Биография
Происходил из духовного звания, учился в калужской духовной семинарии и Горыгорецком земледельческом институте, который окончил в 1851 году. Назначенный преподавателем сельского хозяйства в Московской духовной семинарии, он продолжал изучать свой предмет и в 1856 году за диссертацию «О пшенице в ботаническом и хозяйственном отношениях» (напечатанной также под другим заглавием «О возделывании пшеницы, с описанием пород, разводимых в России»), был удостоен степени магистра сельского хозяйства.
С 1857 года Московское общество сельского хозяйства доверило А. М. Бажанову заведование своим образцовым хутором. В 1861 году он представил на выставку предметов сельского хозяйства Вольного экономического общества, как собственное изобретение, хуторской почвоуглубитель, за который получил первую премию, что вызвало возражения Московского общества сельского хозяйства. В это время им изданы «Опыты земледелия вольнонаемным трудом» (1860 и 1861 год). Бажанов составил из иностранных сочинений учебник для семинарских слушателей — «Начальные основания ботаники» (1853). Кроме того, им написаны «Популярное наставление об уходе за рогатым скотом, со времени рождения до совершенного возраста» («Сельское Хозяйство», 1852, № 10 и 11 и отд. изд., 1853), «Что можно заимствовать у иностранцев по части земледелия» (СПб., 1863).
Он также перевёл с немецкого языка, снабдив примечаниями, руководство В. Баумейстера «О разведении, содержании и употреблении домашних животных» (1865 и 1867) и составил «Руководство к разведению крупного рогатого скота, применительно к климатическим и сельскохозяйственным условиям России» (СПб., 1867). В 1878 году вместе со смоленским помещиком В. В. Кардо-Сысоевым начал издавать журнал для крестьян «Сельская беседа», в котором публиковались как практические советы по ведению сельского хозяйства, так и литературные произведения; уровень тех и других современники оценивали невысоко.
Скончался 6 (18) августа 1889 года в г. Вильно.